# Italochrysa mozambica
Italochrysa mozambica là một loài côn trùng trong họ Chrysopidae thuộc bộ Neuroptera. Loài này được Walker miêu tả năm 1860.